# Ștefan Kovács
Ștefan Piști Kovács (n. 2 octombrie 1920, Timișoara, România – d. 12 mai 1995, Cluj-Napoca, România) a fost un fotbalist și antrenor român de fotbal. A fost fratele fotbalistului Miklós (Nicolae) Kovács. Singurul antrenor din România care a câștigat tripla continentală.

## Cariera

### Ca fotbalist
Născut într-o familie de etnici maghiari în Timișoara, România, Kovács a fost un mijlocaș mediu, deși avea atât tehnică individuală, cât și intuiție tactică. Nu a fost niciodată selectat să joace la România, spre deosebire de fratele său mai mare Nicolae Kovács, care a fost unul dintre cei cinci jucători care au participat la toate cele trei Cupele Mondiale înainte de al Doilea Război Mondial.
Și-a început cariera la juniorii celor de la CA 1902 Timisoara. Următorii trei ani i-a petrecut la CA 1910 Oradea de unde trece la seniori. După un an, pleacă la R. Olympic Charleroi Châtelet Farciennes|Olympic Charleroi]] unde joacă 3 ani. Revine în România unde joacă pe rând la Ripensia Timișoara și CFR Turnu Severin. Urmeaza perioada din Ungaria de la CA Cluj (Ferar) cu care joacă finala Cupei Ungariei in 1944. După fuziunea CA Cluj/Ferar cu CFR Cluj, mai joacă la CFR Cluj încă 3 ani după care se mută la concitadina U Cluj.

### Ca antrenor
După încheierea carierei de fotbalist, din anii 1950 până la începutul anilor 1960 Ștefan Kovács a antrenat echipa U Cluj (pe atunci Știința Cluj) cu care câștigă Divizia B. Apoi în sezonul 1959-1960 antrenează Dermata Cluj, iar următoarele 2 sezoane pe CFR Cluj.
În anii 1967–1971 a fost antrenorul echipei Steaua București, cu care a câștigat campionatul în 1968 și două cupe ale României.
Ulterior Kovács l-a succedat pe Rinus Michels ca antrenor la Ajax Amsterdam în 1971, unde a continuat stilul de fotbal total introdus de predecesorul său. Cu Ajax, Kovács în două sezoane a cucerit două Cupe Europene consecutive, în 1972 și 1973, de asemenea două campionate ale Olandei consecutive în 1972 și 1973, Cupa Olandei, Supercupa Europei și Cupa Intercontinentală, realizând astfel tripla intercontinentală.
După ce a plecat de la Ajax în 1973, a fost chemat de Federația Franceză de Fotbal să preia conducerea selecționatei Franței.
Succesul din Olanda nu s-a repetat, echipa nereușind să obțină rezultate remarcabile. Totuși, Kovács rămâne în istoria fotbalului francez ca unul din cei 2 selecționeri străini care au ajuns la conducerea echipei.

## Palmares
- Universitatea Cluj
  - Divizia B: 1957-58

- Steaua București:
  - Romanian League (1): 1967–68
  - Cupa României (3): 1968–69, 1969–70, 1970-1971

- Ajax:
  - Eredivisie (2): 1971–72, 1972–73
  - KNVB Cup (1): 1971–72
  - Cupa Campionilor Europeni (2): 1971–72, 1972–73
  - Supercupa Europei (1): 1972
  - Cupa Intercontinentală (1): 1972

- Panathinaikos:
  - Cupa Greciei (1): 1981–82

## Cărți publicate
- Kovács, Ștefan (1975). Football Total. Calmann-Lévy - Paris. ISBN 2-7021-0019-8. Legătură externa în |title= (ajutor)